# Антон Каблешков (офицер)
 Тази статия е за офицера Антон Каблешков.  За юриста вижте Антон Каблешков.  
Антон Недков Каблешков е български офицер, подпоручик.

## Биография
Антон Каблешков е роден на 18 септември 1891 година в Пловдив, в семейството на Недко Каблешков. През 1911 година завършва Военното училище в София. Същата година започва да учи право във Франция, но при избухването на Балканската война през 1912 година прекъсва за да се включи в редиците на Българската армия. Командир е на четвърти взвод в първи ескадрон на Шести конен полк. Загива на 25 октомври 1912 година при село Урлу. В негова чест, през 1915 година, селото е наречено Каблешково. Погребан е в село Кулакли. 